# Hugh Styles
Hugh Styles (Dover, 25 de junio de 1974) es un deportista británico que compitió en vela en las clases Laser y Tornado.
Ganó dos medallas en el Campeonato Europeo de Laser, oro en 1997 y bronce en 1995. Además, obtuvo una medalla de bronce en el Campeonato Mundial de Tornado de 2001. Participó en los Juegos Olímpicos de Sídney 2000, ocupando el sexto lugar en la clase Tornado.

## Palmarés internacional
| Campeonato Europeo | Campeonato Europeo | Campeonato Europeo | Campeonato Europeo |
| Año                | Lugar              | Medalla            | Clase              |
| ------------------ | ------------------ | ------------------ | ------------------ |
| 1995               | Estambul (Turquía) | Medalla de bronce  | Laser              |
| 1997               | Cascaes (Portugal) | Medalla de oro     | Laser              |

| Campeonato Mundial | Campeonato Mundial       | Campeonato Mundial | Campeonato Mundial |
| Año                | Lugar                    | Medalla            | Clase              |
| ------------------ | ------------------------ | ------------------ | ------------------ |
| 2001               | Richards Bay (Sudáfrica) | Medalla de bronce  | Tornado            |
| Campeonato Europeo |                          |                    |                    |
| Año                | Lugar                    | Medalla            | Clase              |
| 2001               | Sankt Moritz (Suiza)     | Medalla de plata   | Tornado            |